# Martinezostes asper
Martinezostes asper är en skalbaggsart som beskrevs av Philippi 1859. Martinezostes asper ingår i släktet Martinezostes och familjen Hybosoridae. Inga underarter finns listade i Catalogue of Life.